# دانشگاه علوم زیستی استونی
دانشگاه علوم زیستی استونی (انگلیسی: Estonian University of Life Sciences) یک دانشگاه در تارتو، استونی است.
این دانشگاه در سال ۱۹۵۱ با نام دانشگاه کشاورزی تأسیس شد اما در سال ۲۰۰۵ تغییر نام یافت.

## موسسه‌های آموزشی
- موسسه کشاورزی و علوم محیطی
- موسسه دامپزشکی و علوم حیوانات
- موسسه جنگلداری و مهندسی روستایی
- موسسه تکنولوژی
- موسسه اقتصاد و علوم اجتماعی